# 康泰纳仕
康泰納仕（英語：Condé Nast Publications Inc）又译康得纳斯，是一个总部位于美国纽约市的国际期刊出版集团。 旗下众多出版物中，包括《纽约客》、《名利场》、《诱惑》、《时尚》、《GQ》、《现代新娘》（Modern Bride）等知名杂志。该集团于1909年由康德·蒙特罗斯·纳斯特在美国创立，可直到1911年才被冠上“康得纳斯出版公司”的名号。
2018年1月，康泰納仕與eBay合作舉辦義賣活動，線上拍賣好萊塢影星們於金球獎穿著過的39件禮服，為Time’s Up組織籌募經費。Time’s Up的出現是因為金牌製作人哈維·溫斯坦（Harvey Weinstein）的性侵案醜聞，由好萊塢超過300位女性工作者，包括演員、導演和製作人發起的運動，該組織設立了一個法律辯護基金，這筆資金將用於支持無權無勢的婦女，讓她們得到所需的法律援助或代表，以抵制她們在工作中遇到的性騷擾。
2018年8月，CondéNast接受諮詢公司的建議，決定出售《W》，《Brides》及《Golf Digest》三本雜誌。